# Рачинський Олександр Миколайович
Олександр Костянтинович Рачинський (1867, Рубанка, Конотопський повіт, Чернігівська губернія, нині — Дмитрівська ОТГ Чернігівської області, Україна — 1941) — чернігівський губернський предводитель дворянства, камергер, товариш Міністра народної освіти Російської імперії в 1915—1917 роках, меценат і педагог. Його коштом у селі Рубанка створено сільську лікарню та двоповерхове шкільне приміщення, що збереглися. В молодості був директором Естляндського губернського пенітенціарного комітету, облаштовував в'язниці в Естонії. Після окупації УНР — в'язень сталінських концтаборів.

## Біографія
Походив із потомствених дворян Смоленської губернії. Великий землевласник (родові 5000 десятин в Смоленській губернії, 1200 десятин в Тамбовської губернії, а також 1200 десятин при селі Рубанці Конотопського повіту Чернігівської губернії). 
Після смерті матері, з десятирічного віку виховувався тіткою Варварою Рачинською — з роду козацьких полковників Дараганів. 
Після закінчення юридичного факультету Московського університету у 1892 році, почав службу по Міністерству внутрішніх справ молодшим позаштатним чиновником особливих доручень при естляндському губернаторі. У тому ж році був призначений старшим чиновником особливих доручень, а в 1893 році — директором Естляндського губернського комітету по в'язницях. Вийшовши у відставку у 1895 році, присвятив себе громадській діяльності та сільському господарству. У 1902 році був обраний Конотопським повітовим, а в 1911 році — Чернігівським губернським предводителем дворянства. На цій посаді пробув до 1915 року. У 1911 році був підвищений до камергера. Крім того, був почесним мировим суддею Конотопського повіту і почесним попечителем Конотопської гімназії. 
У 1905 році увійшов до Ради засновників Всеросійського союзу землевласників. Брав участь у з'їздах Об'єднаного дворянства, входив до його Постійної ради. У 1912—1915 роках перебував уповноваженим Головного комітету Всеросійського земського союзу допомоги хворим і пораненим воїнам. 
12 жовтня 1912 року обраний членом Державної ради від дворянських товариств на місце вибулого Я. А. Ушакова. Входив у праву групу. Був членом кількох особливих комісій щодо законопроєктів Міністерства народної освіти. 1 січня 1915 року підвищений до дійсного статського радника «за заслуги». 3 квітня 1915 призначений товаришем міністра народної освіти, у зв'язку з чим відмовився від звання члена Державної ради. Обіймав посаду товариша міністра до 3 січня 1917 року. 
З нагород мав ордени св. Володимира 4-го ступеня (1908) і Св. Станіслава 1-го ступеня (1916, поза правилами). 
1917 обраний членом Помісного собору Російської Православної Церкви від мирян Чернігівської єпархії. 
За часів російського комуністичного режиму заробляв перекладами. У жовтні 1919 заарештований в Москві. 1 березня 1920 звільнений, проте вже 22 березня знову заарештований у справі «Тактичного центру» і поміщений у Таганську в'язницю, де перебував разом із кримінальними в'язнями. 20 серпня того ж року  засуджений до 3 років заслання і відправлений у Киржач Владимирської губернії на Московщині. 13 жовтня 1930 заарештований там же, в наступному році засуджений до 5 років ВТТ і відправлений у Карлаг. У травні 1932 вирок замінений висилкою з обмеженням проживання. З серпня 1932 перебував у місті Сенгілей Середньо-Волзького краю, звідки звертався за допомогою в Помполіт (політичний Червоний Хрест). 
За деякими даними, помер 1941. Був одружений з Наталією Мамонтовою (1868 — 28 червня 1906), а потім на її молодшій сестрі Парасці (1873—1945). 
Праці
- Сберегательное дело. История его развития и современное состояние в главнейших странах мира. — М., 1928.
- перевод с немецкого: Клаузевиц, Карл О войне. — 3-е изд. — М.: Гос. воен. изд-во, 1936. — в 2 томах.
- перевод с немецкого: Клаузевиц, Карл 1812 год / Клаузевиц; Пер. с нем. А. К. Рачинского и М. П. Протасова под редакцией комдивов А. А. Свечина и С. М. Белицкого. — М.: Воениздат, 1937.